# 4 Times Square
4 Times Square – wieżowiec na Times Square w dzielnicy Midtown Manhattan w Nowym Jorku w Stanach Zjednoczonych. 

## Opis
Wieżowiec ma prawie 248 metrów wysokości i 48 pięter. Jest to jeden z najwyższych budynków w mieście. Obecnie zajmuje 11. miejsce w wysokości do dachu, lecz licząc wysokość całkowitą zajmuje 2. miejsce po Empire State Building. Został zaprojektowany przez Fox & Fowle Architects, P.C. Jego budowa zakończyła się w roku 1999, a rozpoczęła w roku 1996. Całkowity koszt budowy wyniósł około 500 mln dolarów. Jego powierzchnia jest wykorzystywana głównie jako biurowa, handlowa i dla gastronomii. Budynek ma też znaczne funkcje telekomunikacyjne. Został wybudowany jako przedstawiciel stylu postmodernistycznego w architekturze.
4 Times Square jest własnością The Durst Organization. Architekci tego budynku zaprojektowali także Reuters Building, jako część większego projektu. Powierzchnia użytkowa budynku wynosi 154 219 m². Po oddaniu do użytku jego biura zapełniły się w bardzo szybkim tempie. Ratusz wybrał właśnie tę firmę projektancką ze względu na to, że słynęła ona z projektów przyjaznych dla środowiska biurowców. Budynek nagrodzony został przez American Institute of Architects.
NASDAQ MarketSite znajduje się w dolnej części budynku, w jego północno-zachodnim narożniku. Jest to 7-piętrowa cylindryczna wieża z supernowoczesnym elektronicznym wyświetlaczem (jest to największy tego typu na świecie; jego budowa kosztowała 37 mln dolarów), dostarczającym wiadomości z giełd, reklamy i nowe fakty dotyczące finansów. Parter MarketSite zawiera studio telewizyjne, w którym znajduje się „ściana monitorów” i łuk okien wychodzących na Times Square. NASDAQ wynajmuje także powierzchnie w biurowcu naprzeciwko, 1500 Broadway.
W 2002–2003 roku, antena na dachu budynku skonstruowana dla Clear Channel Communications jako pomocniczy przekaźnik dla jego 4. stacji FM, została zdjęta i wymieniona przez 91-metrowy maszt. Zrobiono to aby wesprzeć nadawców telewizyjnych i radiowych, których nadajniki zostały zniszczone podczas ataków z 11 września 2001 roku, gdy zniszczone zostały wieże World Trade Center. Wliczając antenę budynek osiąga aż 348 metrów wysokości, co daje mu drugą pozycję w mieście po Empire State Building.
Four Times Square jest jednym z najważniejszych przykładów na ekologiczne budownictwo wysokościowców w USA. Meble w biurach są wykonane z nie toksycznych materiałów i takich, które ulegną biodegradacji. System doprowadzający świeże powietrze do pomieszczeń w budynku, jest tak wydajny, że dostarcza go 50% więcej niż powinno być zgodnie z ustawami. Poza tym na każdym kroku można się tu zetknąć z ekologicznymi rozwiązaniami.